# Tubiai
Tubiai – miejscowość na Litwie, położona w okręgu kowieńskim, w rejonie kiejdańskim, oddalona o około 2,5 km od miasta Kiejdany. W 2011 roku miejscowość liczyła 19 mieszkańców.